# Ezkabarte
Ezkabarte (oficialment, en castellà Ezcabarte) és un municipi de Navarra, a la comarca d'Ultzamaldea, dins la merindad de Pamplona. Limita amb Berriobeiti a l'est, amb Berriozar, Antsoain, Burlata, Atarrabia i Uharte al sud, amb Esteribar a l'oest, i Txulapain, Odieta i Olaibar al nord.
Està compost pels concejos d'Arre, Azoz, Cildoz, Eusa, Maquirriáin, Oricáin, Orrio i Sorauren i els indrets d'Adériz, Anoz, Ezkaba i Garrués.

## Demografia
| Evolució demogràfica                                 | Evolució demogràfica | Evolució demogràfica | Evolució demogràfica | Evolució demogràfica | Evolució demogràfica | Evolució demogràfica | Evolució demogràfica | Evolució demogràfica | Evolució demogràfica | Evolució demogràfica |
| 1996                                                 | 1998                 | 1999                 | 2000                 | 2001                 | 2002                 | 2003                 | 2004                 | 2005                 | 2006                 | 2007                 |
| ---------------------------------------------------- | -------------------- | -------------------- | -------------------- | -------------------- | -------------------- | -------------------- | -------------------- | -------------------- | -------------------- | -------------------- |
| 1 085                                                | 1 140                | 1 198                | 1 202                | 1 265                | 1 335                | 1 353                | 1 403                | 1 490                | 1 540                | 1 575                |
| Fonts: Ezkabarte i Institut d'Estadística de Navarra |                      |                      |                      |                      |                      |                      |                      |                      |                      |                      |